# London Bullion Market
Der London Bullion Market (englisch bullion: ungemünztes Edelmetall) ist der wichtigste außerbörsliche Handelsplatz für Gold und Silber sowie einer der global bedeutenden Rohstoffhandelsplätze in der City of London. Hier wird seit 1919 der Weltmarktpreis für Gold und seit 1897 der Weltmarktpreis für Silber festgestellt. Den Handel koordiniert die London Bullion Market Association (LBMA).

## Geschichte

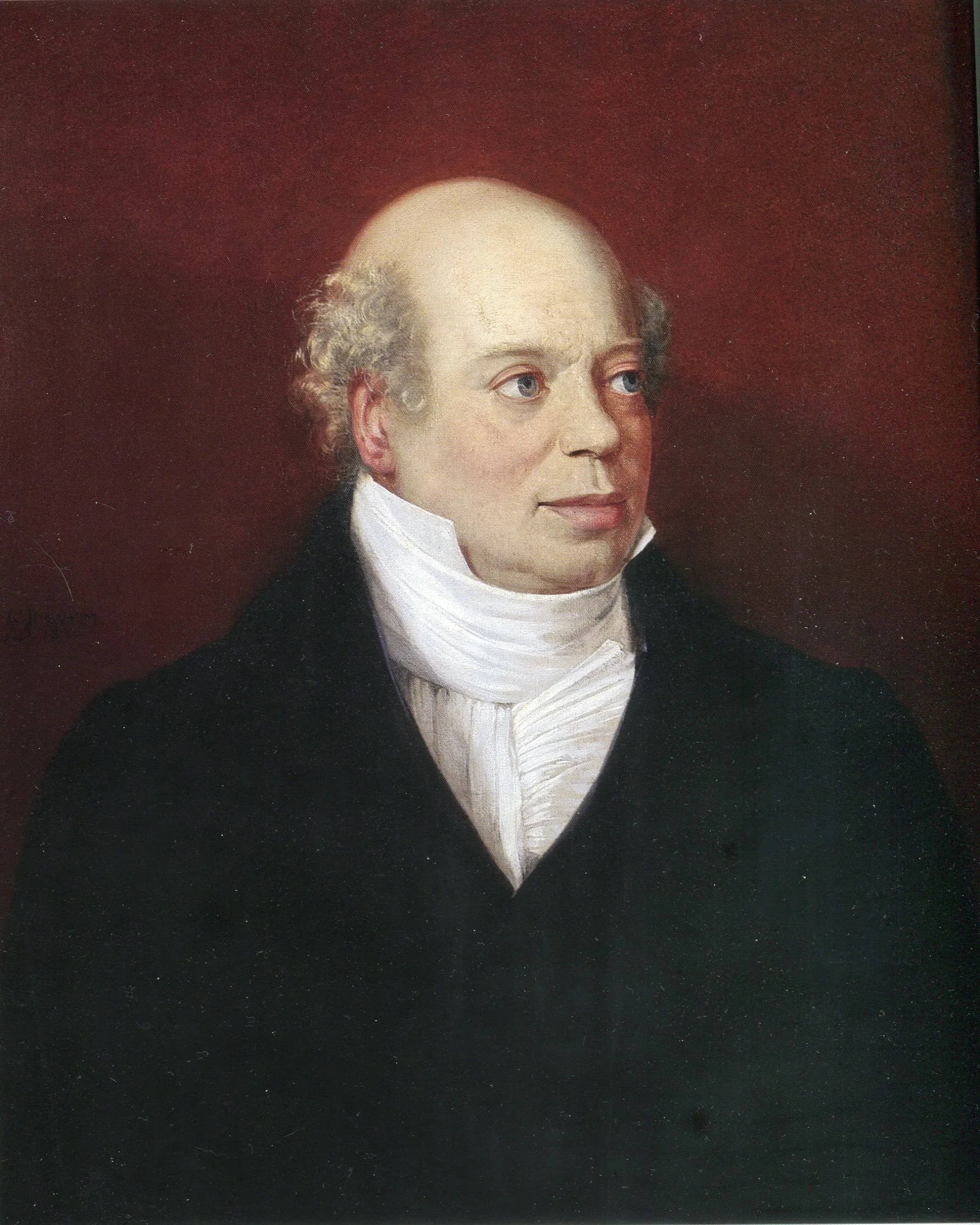
Nathan Rothschild (1777–1836) wurde durch den Goldhandel zum einflussreichsten Finanzier der britischen Regierung

Die City of London wurde erstmals zum weltweiten Zentrum des Goldhandels, als Moses Mocatta († 1693) 1670 von Amsterdam nach London übersiedelte, um ab 1671 mit Gold, Silber und Diamanten zu handeln. 1684 gründete er in der „Camomile Straße“ in der City of London unter dem Namen „Mocatta“ seine eigene Bank (Ende des 18. Jahrhunderts in „Mocatta & Goldsmid“ umbenannt). Moses Mocatta sandte 1676 zum ersten Mal Silber nach Indien, weil es in London billiger war als in Bombay. Im Gegenzug erhielt er aus Indien Diamanten. Nachdem 1694 die Bank of England gegründet worden war, wurde das Bankhaus Mocatta unter Moses Mocatta Sohn, Abraham Mocatta († 1751), deren exklusiver Gold- und Silberbroker.
1717 legte der englische Münzmeister Sir Isaac Newton in London einen zu hohen Goldpreis für Silber fest und somit den Grundstein des Goldstandards, der für rund 200 Jahre Bestand haben sollte. Die Konsequenz daraus war, dass in England Silber allmählich aus dem Zahlungsverkehr verschwand.
1809 begann N M Rothschild & Sons mit dem Handel von Goldbarren und Goldmünzen. In den Napoleonischen Kriegen schmuggelte die Bank Goldmünzen über den Ärmelkanal, um den Vormarsch der britischen Truppen in Frankreich zu finanzieren. Nathan Mayer Rothschild erwirtschaftete im Krieg ein Vermögen und wurde zum einflussreichsten Finanzier der britischen Regierung.
Mit dem Londoner Silberfixing 1897 und dem Goldfixing 1919 entstand die Marktstruktur, wie sie bis heute existiert. Gründungsmitglieder des Gold- und Silberfixings waren N M Rothschild & Sons, Mocatta & Goldsmid, Samuel Montagu & Co., Pixley & Abell sowie Sharps & Wilkins. Am 12. September 1919 übernahm N M Rothschild & Sons den Vorsitz beim Goldfixing. Zu dieser Veranstaltung trafen sich die Händler zweimal werktags im Fixing Room des Bankhauses Rothschild, um Angebot und Nachfrage festzustellen (10:30 und 16:00 Uhr). Wenn sich beides im Gleichgewicht befand, senkten die Teilnehmer ihre britischen Flaggen, und der Goldpreis des Tages konnte fixiert werden.

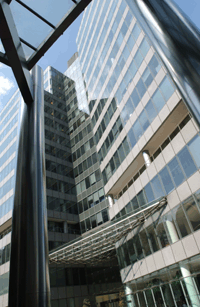
Die Financial Services Authority reguliert seit 1987 den London Bullion Market

Nach Ausbruch des Zweiten Weltkrieges schloss der Londoner Goldmarkt am 3. September 1939, der Silbermarkt kam unter alleinige Kontrolle der Bank of England. 1946 erfolgte eine teilweise Wiederaufnahme des Silberhandels und 1953 wurde der Silbermarkt vollständig geöffnet. Am 22. März 1954 fand nach 15 Jahren wieder ein Goldfixing statt.
Als die britische Regierung im November 1967 eine Abwertung des Pfund Sterling beschloss, damals die wichtigste Reservewährung nach dem US-Dollar, setzte am London Bullion Market ein Ansturm auf Gold ein. Am 17. März 1968 wurde daraufhin ein Abkommen über die Zweiteilung des Goldmarktes unterzeichnet. Der eine Preis konnte sich weiterhin frei dem Markt anpassen, der andere war fix. Nach zweiwöchiger Schließung erfolgte am 1. April 1968 die Wiedereröffnung des London Bullion Market. Seit diesem Zeitpunkt gibt es ein weiteres tägliches Treffen, um den Goldpreis zur Öffnungszeit der US-Börsen erneut festzulegen.
Am 14. Dezember 1987 wurde die London Bullion Market Association (LBMA) in enger Absprache mit der Bank of England gegründet, die damals die Regulierungsbehörde für den Edelmetall-Markt war. Die primäre Regulierungsbehörde in Großbritannien ist seitdem die Financial Services Authority (FSA).
Seit 1999 wird der Silberpreis und seit 2004 auch der Goldpreis telefonisch festgelegt.
Im April 2004 zog sich N M Rothschild & Sons nach 200 Jahren vom gesamten Rohstoffhandel und damit auch vom Goldhandel in London zurück. Als Grund wurden gesunkene Erträge im Warenterminhandel genannt: 1999 hatte der Rohstoffhandel 8,8 Prozent zum Ertrag des gesamten Londoner Bereichs der Bank beigetragen; im Finanzjahr 2003 lag der Anteil nur noch bei 2,2 Prozent.

## Handelsstruktur
Der außerbörsliche Handel (englisch: Over-The-Counter, OTC) mit Gold- und Silberbarren wird von der London Bullion Market Association (LBMA) durchgeführt. Ihre Mitglieder sind große internationale Banken, Hersteller, Veredler, Verarbeiter, Produzenten und Händler auf der ganzen Welt. Sie handeln in der Regel untereinander und mit ihren Kunden auf eigene Rechnung, was bedeutet, dass sie alle Risiken tragen. Zu den Kunden zählen hauptsächlich institutionelle Investoren.
Im Gegensatz zu einer Terminbörse bietet der OTC-Markt eine gewisse Flexibilität und Vertraulichkeit bei den Transaktionen, die zwischen den beiden Auftraggebern durchgeführt werden. Der London Bullion Market ist ein Großhandelsmarkt, wo die Mindestgröße der gehandelten Beträge in der Regel 1.000 Unzen Gold und 50.000 Unzen Silber beträgt. Täglich werden über 600 Tonnen Gold und 3.000 Tonnen Silber gehandelt. Nicht alles zwischen den Parteien gehandelte Edelmetall wechselt langfristig den Eigentümer. Ein Teil des Handelsvolumens sind spekulative Transaktionen.

## Preisermittlung
Handelszeit ist Montag bis Freitag von 8:50 Uhr bis 15:00 Uhr UTC (9:50 bis 16:00 Uhr MEZ).

### Goldfixing
Das Goldfixing wird zweimal täglich durchgeführt mit dem Ziel, möglichst viele Transaktionen zu einem Fixpreis abzuwickeln:
- Vormittag: Montag bis Freitag 10:30 Uhr UTC (11:30 Uhr MEZ)
- Nachmittag: Montag bis Freitag 15:00 Uhr UTC (16:00 Uhr MEZ).

Seit dem 7. Juni 2004 findet die Sitzung, die früher dauerhaft von Rothschild geleitet wurde, unter jährlich rotierendem Vorsitz in der Barclays Bank statt. Zu dieser Veranstaltung treffen sich jeweils ein Vertreter der Bank of Nova Scotia–ScotiaMocatta, der Barclays Bank, der Deutschen Bank AG London, der HSBC Bank USA NA London Branch und der Société Générale, die alle Mitglieder der London Bullion Market Association (LBMA) sind.

### Silberfixing
Von 1897 bis 2014 gab es in London diesen Preisfindungsprozess für Silber. Es wurde einmal täglich durchgeführt: Montag bis Freitag 12:00 Uhr UTC (13:00 Uhr MEZ).
Bei der Veranstaltung führte die Bank of Nova Scotia-ScotiaMocatta den Vorsitz und fixierte zusammen mit der Deutschen Bank und HSBC Bank USA den Silberpreis. Nachdem das Geschäft zustande gekommen war, sorgten sogenannte Clearinggesellschaften für die Abwicklung der Transaktion. Für das Clearing waren folgende Unternehmen der LBMA zuständig: Bank of Nova Scotia-ScotiaMocatta, Barclays, Deutsche Bank, HSBC Bank USA, JPMorgan Chase & Co. und UBS.
Im Mai 2014 wurde bekannt, dass das Silberfixing zum 14. August 2014 eingestellt wird.

## Good-Delivery-Barren

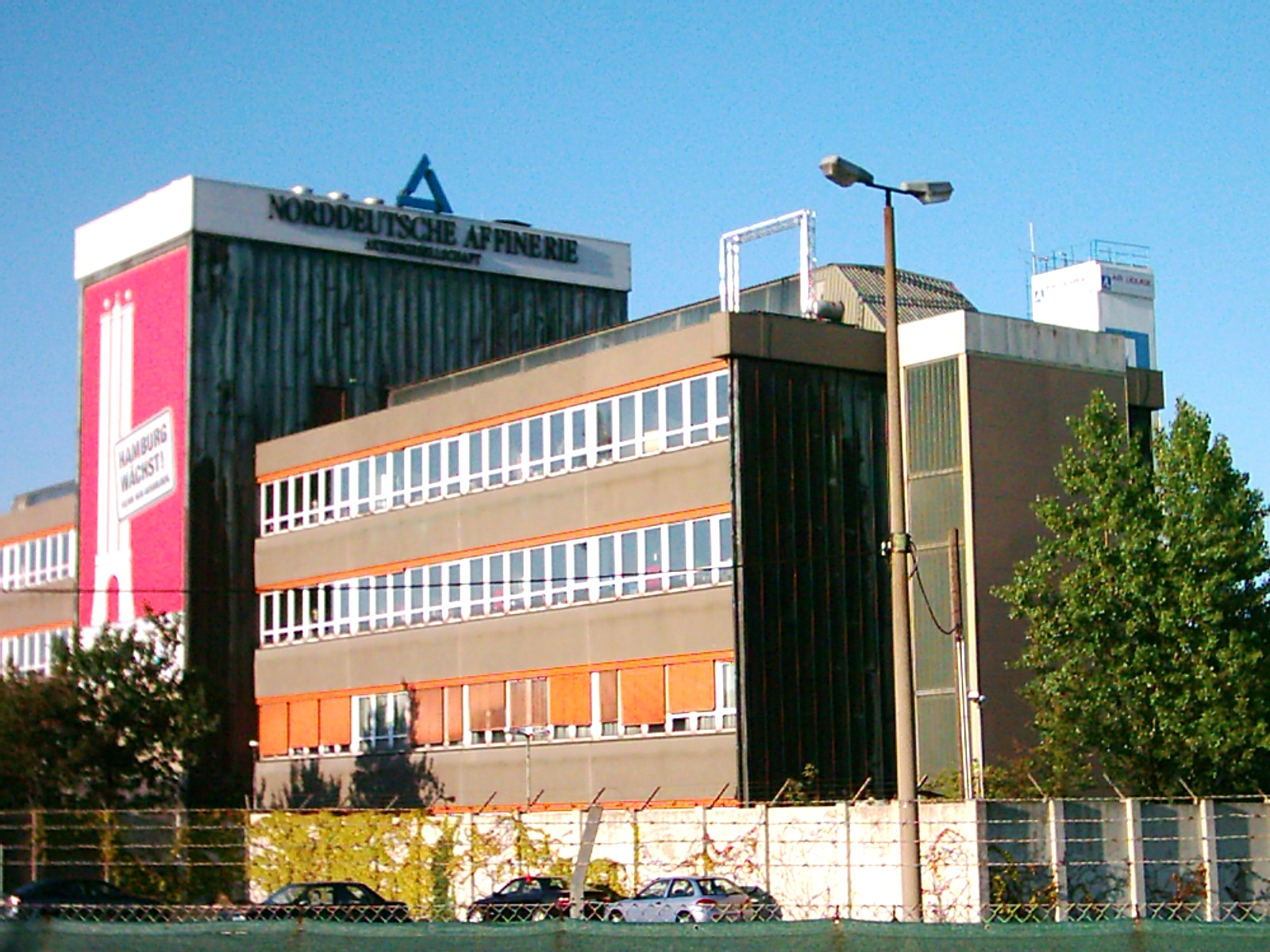
Aurubis in Hamburg steht auf der „Good Delivery List“ der London Bullion Market Association

Zum Handel sind nur Barren von Affinerien und Münzprägeanstalten zugelassen, die bestimmte Qualitätsanforderungen erfüllen. Standardbarren der LBMA haben ein hohes Gewicht und eine hohe Feinheit. Ein Standardbarren Gold mit einem Feingehalt von 995 ‰ („Good-Delivery-Barren“) wiegt nominell 400 Feinunzen, also ungefähr 12,44 Kilogramm, darf aber von 350 bis zu 430 Feinunzen variieren. Die Feinheit muss bei Gold mindestens 995 ‰ und bei Silber mindestens 999 ‰ erreichen. Die Feinheit, die Marke des Herstellers und die Barrennummer müssen auf den Barren eingestanzt sein. Die Barrennummer dient zur Identifikation jedes Barrens und wird vom Produzenten in einem Verzeichnis eingetragen.
Das internationale Gütesiegel „good-delivery“ (deutsch: „in guter Auslieferung“) garantiert die aufgeprägten oder eingestanzten Merkmale wie Feinheit und Gewicht sowie die ständige, ununterbrochene Aufbewahrung in akzeptierten Lagerungsanstalten. Barren mit Good-Delivery-Status werden weltweit akzeptiert und gehandelt.
Seit 2012 holt die Deutsche Bundesbank im Ausland gelagertes Gold nach Deutschland zurück. Jene Barren, die in Paris lagern, gehen mit London-good-delivery-Status direkt in den Transport. Barren von der Federal Reserve Bank of New York jedoch, die ab den 1950er-Jahren dort erworben wurden, müssen erst überwacht umgeschmolzen werden, um diese Qualität zu erreichen.

### Unternehmen im deutschsprachigen Raum mit Good-Delivery-Zertifizierung
Auf der „Good Delivery List“ der LBMA standen 2015:
aus Deutschland
- Allgemeine Gold- und Silberscheideanstalt, Pforzheim (AGOSI, gehört zum Umicore-Konzern)
- Aurubis AG, Hamburg (früher Norddeutsche Affinerie)
- Heraeus Precious Metals GmbH & Co. KG, Hanau
- C. Hafner GmbH + Co. KG, Pforzheim (nur Gold)
- Heimerle + Meule GmbH, Pforzheim (nur Gold)
- Doduco GmbH, Pforzheim (nur Silber)
- Saxonia Edelmetalle GmbH, Halsbrücke (nur Silber)

aus der Schweiz
- Argor-Heraeus SA, Mendrisio (erzeugt auch für UBS, Münze Österreich)
- Metalor Technologies SA, Mendrisio
- PAMP SA, Castel San Pietro (erzeugt auch für Credit Suisse)
- Valcambi S.A., Balerna
- Cendres+Métaux SA, Biel-Bienne (nur Gold)
- PX Précinox SA, La Chaux-de-Fonds (nur Gold)

## LBMA Referees
Die LBMA hat fünf Unternehmen als sogenannte „Good Delivery Referees“ akkreditiert, um das Good Delivery System zu überwachen. Ihre Hauptaufgaben sind:
- Die technische Beurteilung neuer Antragsteller für die Good-Delivery-Zertifizierung
- Die proaktive Überwachung der zertifizierten Unternehmen
- Die Bereitstellung technischer Expertise bezüglich verschiedener Themen

Als Referees sind akkreditiert:
- Argor-Heraeus SA (Schweiz)
- Metalor Technologies SA (Schweiz)
- PAMP SA (Schweiz)
- Rand Refinery (PTY) Ltd (Südafrika)
- Tanaka Kikinzoku Kogyo K.K. (Japan)

## Weitere Rohstoffmärkte in London

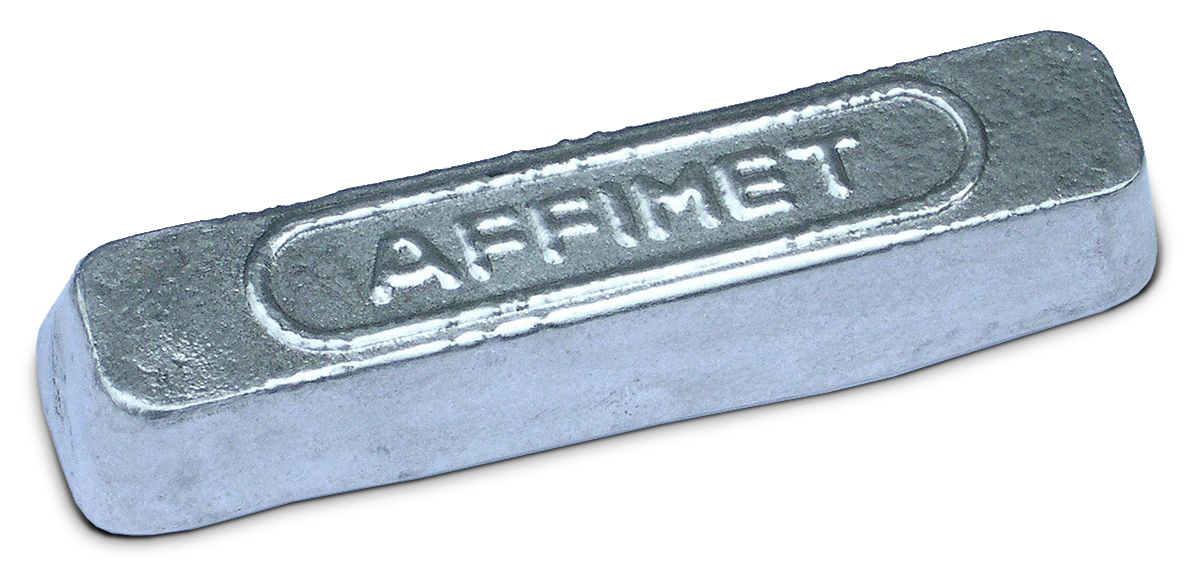
Aluminiumbarren werden an der London Metal Exchange (LME) gehandelt

Die Preisbildung für Platin und Palladium findet am London Platinum and Palladium Market (LPPM) statt. Der LPPM stellt wie der London Bullion Market eine Ausnahme unter den Rohstoffmärkten dar: er ist keine Börse, sondern ein OTC-Markt.
Für Industriemetalle wie Aluminium, Blei, Kupfer, Nickel, Zink und Zinn ist die London Metal Exchange (LME) zuständig. Außer bei Kupfer und Aluminium, die auch an der NYMEX in New York City gehandelt werden, verfügt die LME bei allen anderen Metallen nahezu über eine Monopolstellung.
Die ICE Futures (früher „International Petroleum Exchange“, IPE) ist Handelsplattform für die in Europa führende Ölsorte Brent. Sie ist die größte Terminbörse für Optionen und Futures auf Erdöl, Erdgas und Elektrizität in Europa.